# Bündner Synode

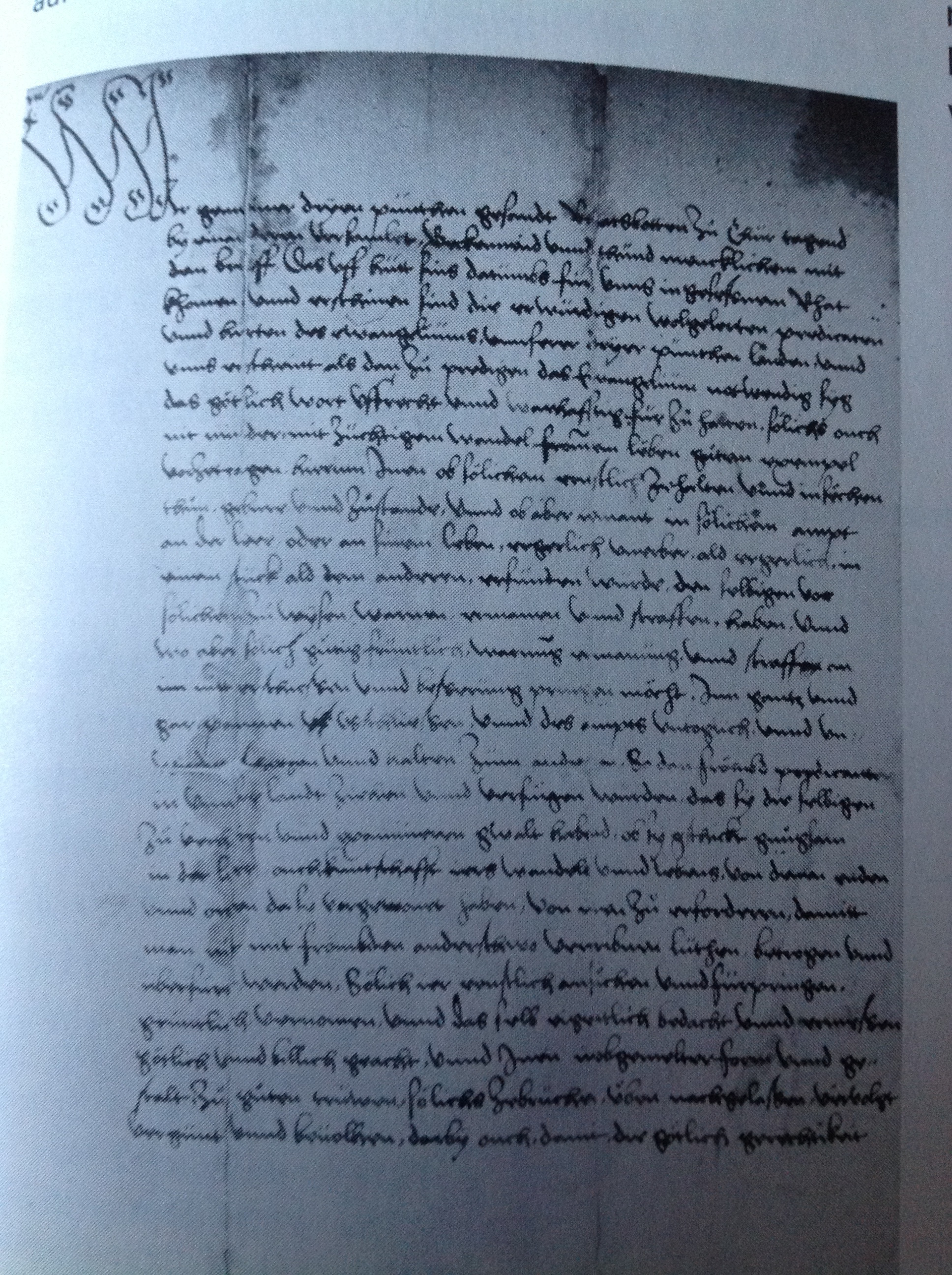
Der Synodalbrief von 1537, der mit den Worten anfängt: "Wir Gemeiner Dryen Pündten Gesandt Rathbotten zuo Chur ..."

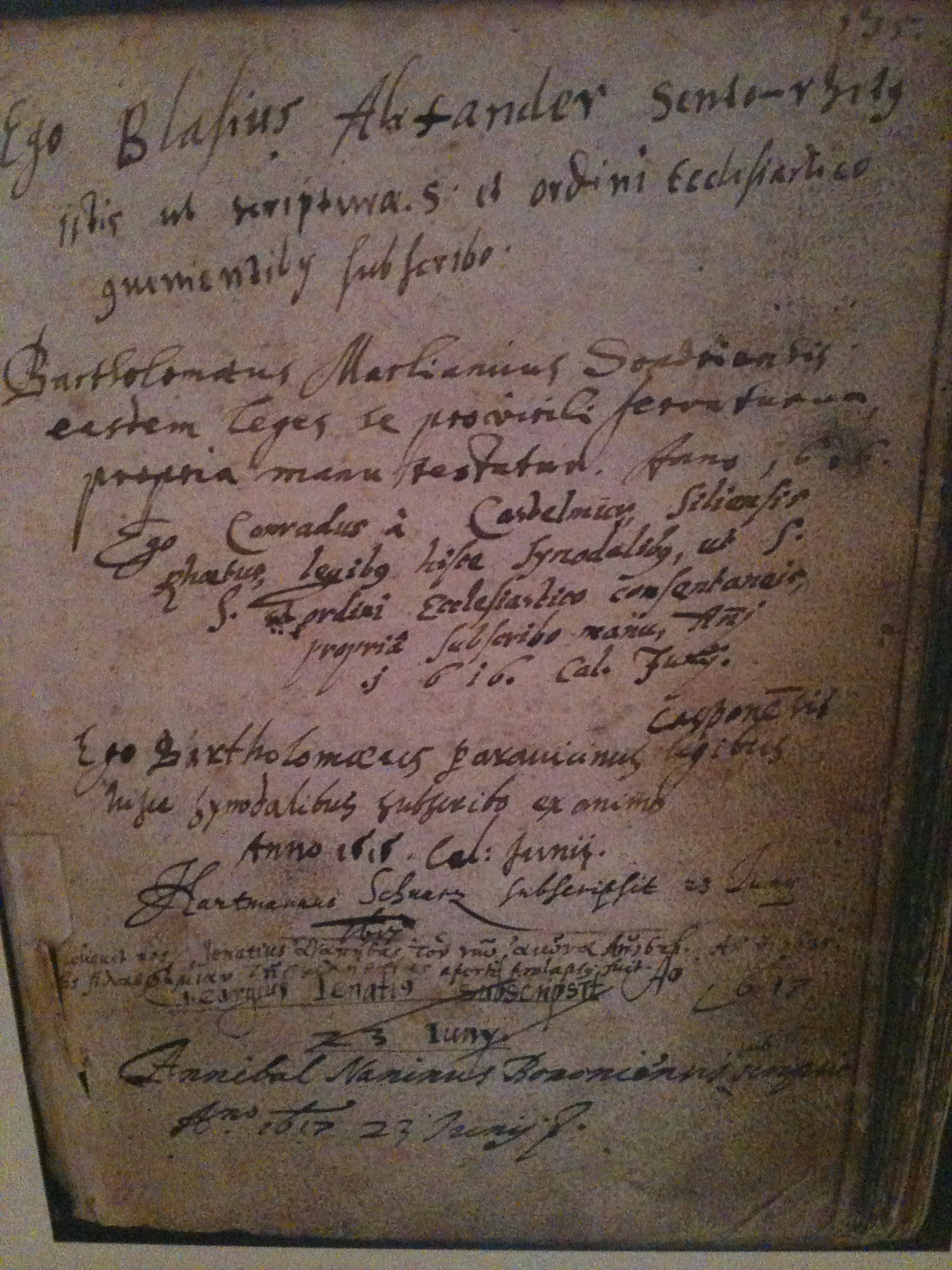
Matrikelbuch der Bündner Synode – Ausschnitt zu Beginn des 17. Jahrhunderts mit u. a. einem Eintrag Blasius Alexanders (oben) und drei [kommentierenden !] Einträgen zu Jörg Jenatsch (unten)

Die Bündner Synode (ehedem evangelisch-rätische Synode) existiert seit 1537 und ist somit eine der ältesten Synoden im Raum des Protestantismus. Sie ist ein eigenständiges Organ der Evangelisch-reformierten Landeskirche Graubünden mit Petitions- und Antragsrecht gegenüber dem Evangelischen Kirchenrat (Exekutive) und Evangelischem Grossen Rat (Legislative).

## Geschichte
Zweck ihrer Gründung war die Schaffung eines Standesgremiums reformierter Pfarrer. Dieses sollte neue Geistliche im Kanton, damals noch Alt Fry Rhätien, auf ihren Glauben und ihren Lebenswandel hin prüfen.
Hintergrund war ein starker Zustrom ehemals katholischer Geistlicher aus Deutschland und Italien, die sich um Stellen in Graubünden bewarben, sich jedoch oft nur vordergründig der Reformation zugewandt hatten, zum Beispiel um den Zölibat zu umgehen.

### Besondere Synoden
Die Synode 1618 in Bergün/Bravuogn ging als diejenige in die Geschichte ein, in der politisierende Militanz der Prädikanten überhandnahm und den Auftakt zum berüchtigten Thusner Strafgericht bildete. Schweren Auseinandersetzungen und Parteikämpfen war die Bündner Synode während des Herrnhuterstreits in Graubünden ausgesetzt. Wegen prekärer Arbeitsverhältnisse kam es wenig später zum Bündner Prädikantenstreik von 1790.

## Leitung
Geleitet wird die Synode von einem Dekan, unterstützt von zwei Vize-Dekanen. Dazu kommen Quästor, Kanzellar und Kirchenratsaktuar. Im Idealfall sind im Dekanat alle drei Fraktionen der Bündner Synode vertreten: die Theologische Arbeitsgemeinschaft, die Arbeitsgemeinschaft für freie Theologie und die Religiös-Soziale Fraktion.
Dekan war von 1997 bis 2000 Alberto Pool, 2000 bis 2006 Luzi Battaglia und 2007 bis 2014 Thomas Gottschall. Bei der Synode Ende Juni 2014 in Castrisch wurde Cornelia Camichel Bromeis aus Davos als erste Frau zu seiner Nachfolgerin gewählt. Sie hat ihr Amt zum 1. Januar 2015 angetreten und im Oktober 2020 ihren Rücktritt per Ende Juli 2021 angekündigt. Als neuer Dekan, wurde Thomas Müller-Weigl von der in Splügen tagenden Synode gewählt.

## Tagungsverlauf
Die Synode tagt immer vom Donnerstag vor dem letzten Juni-Sonntag bis zum folgenden Montag. Im Sonntagsgottesdienst erfolgt die Ordination (falls nicht bereits in einer anderen Landeskirche geschehen) und Rezeption der neuen Pfarrpersonen. Ohne diese kann in Graubünden kein Geistlicher tätig sein. Die Pfarrpersonen, die ohne Aufnahme in die Synode im Kanton tätig sind, heissen Provisoren. Ihre vorläufige Tätigkeit gilt immer bis zur folgenden Synode.
Der Synode obliegt die Oberaufsicht über die Amtsführung der Pfarrer. Damit kommt ihr in corpore das Amt eines Bischofs zu.
Zu ihren disziplinarischen Mitteln gehören:
- der Verweis,
- die Suspension und
- der Ausschluss aus der Synode.